# Clinton (Louisiane)
Pour les articles homonymes, voir Clinton.
Clinton est une ville et le siège de la paroisse de Feliciana Est en Louisiane, aux États-Unis. La ville a été nommée en l'honneur du gouverneur de l'état de New York, DeWitt Clinton. La population était de 1653 au recensement de 2010. Il fait partie de la région métropolitaine de Baton Rouge, telle que définie par le Bureau du recensement des États-Unis.

## Histoire
En 1824, lorsque la paroisse de Feliciana a été divisée en deux, Clinton est devenue le siège de la paroisse de Feliciana Est, remplaçant ainsi la ville de Jackson.
Plusieurs affrontements militaires impliquant la ville se sont produits au cours de la guerre de Sécession. Le général Benjamin Grierson de l'armée de l'Union a occupé Clinton, le 7 juin 1863, un mois avant la chute de Vicksburg, au Mississippi. Grierson a trouvé la ville déserte, les Confédérés s'étant retirés 15 kilomètres plus au nord. Selon l'historien John D. Winters dans The Civil War in Louisiana, publié en 1863, les soldats unionistes ont brûlé à Clinton une gare de train, un entrepôt contenant plusieurs centaines de peaux, une petite provision de maïs, un atelier d'usinage, une locomotive, une manufacture de laine, une usine de cartouches, une réserve de munitions et plusieurs barils de rhum de Louisiane.
Le 5 septembre 1864, le général Albert L. Lee quitte Baton Rouge pour un autre raid sur Clinton et détruit une tannerie à proximité de Greensburg contenant deux mille peaux. Le 5 mars 1865, à quelques semaines de la fin de la guerre, le général unioniste Francis Jay Herron quitte Baton Rouge pour Clinton et défait une petite formation confédérée. La cavalerie fédérale s'est ensuite aventurée 30 kilomètres au nord de Clinton pour décourager le reste des Confédérés de la région.

## Géographie
Clinton est située à
30° 51′ 47″ N, 91° 00′ 57″ O.
Selon le bureau de recensement américain, la ville a une superficie totale de 7,3 km2, dont 7 km2 sont des terres.

## Dans les médias
- Les films suivants ont été tournés dans et autour de Clinton :  Les feux de l'été (1958)[9], Sounder[10] (1972), The Dukes of Hazzard (2005)[11], Free State of Jones (2016)[12].
- La série à succès True Blood de la chaîne HBO a actuellement[Quand ?] un contrat de cinq ans avec la ville[13].